# Ann Van Sevenant
Ann Van Sevenant (Torhout, 10 juni 1959) is een Belgische auteur en filosoof.

## Biografie
Na haar humaniora vertrok Van Sevenant naar Brussel voor een opleiding "film en fotografie" aan het Hoger Sint-Lukasinstituut voor Beeldende Kunsten. Begeesterd door de lessen filosofie van Jan Wüst ging ze daarna wijsbegeerte studeren aan de Vrije Universiteit Brussel, waar ze de lessen volgde van o.a. Leopold Flam, Hubert Dethier en Annie Reniers. Na het behalen van haar licentiaat verbleef ze twee jaar in Rome, waar ze kunstgeschiedenis en esthetica studeerde aan de La Sapienza (bij o.a. Mario Perniola en Emilio Garroni). Ter voorbereiding van haar doctoraat volgde ze de lessen van Samuel IJsseling in Leuven en later de seminaries van Jacques Derrida in Parijs. In 1987 promoveerde ze op een proefschrift getiteld De esthetica van Benjamin Fondane. Enquête over de autonomie van de kunst.
Van Sevenant doceerde filosofie aan de Universiteit Antwerpen van 1989 tot 2004. Ze was tijdelijk docent (2007/2008) aan het Philosophicum de Kabgayi (Rwanda) en werd uitgenodigd aan verschillende universiteiten in het buitenland (Urbino, Palermo, Rome, Amsterdam, Leiden, Nijmegen, Utrecht, Parijs, Albany, Haifa, Oxford, New Delhi). Van Sevenant publiceerde als zelfstandig onderzoeker artikels in verschillende talen.